# Word of Mouf
Word of Mouf — третий студийный альбом Лудакриса, выпущенный 27 ноября 2001 года. В Def Jam решили выпустить альбом раньше сроков, когда пиратские копии композиций альбома просочились в интернет. За первую неделю продаж альбом продан числом свыше 281 000 экземпляров, что дало ему 3 строчку в рейтинге Billboard 200. Этот альбом является наиболее хорошо продаваемым в США и от начала продаж по состоянию на июль 2009 года было продано свыше 3 616 000 экземпляров.
В 2003 году он был номинирован на премию Грэмми как лучший рэп-альбом, но приз получил The Eminem Show.

## Список композиций
| №   | Название                   | Длительность |
| --- | -------------------------- | ------------ |
| 1.  | «Coming 2 America»         | 4:23         |
| 2.  | «Rollout (My Business)»    | 4:58         |
| 3.  | «Go 2 Sleep»               | 5:12         |
| 4.  | «Cry Babies (Oh No)»       | 5:58         |
| 5.  | «She Said»                 | 4:35         |
| 6.  | «Howhere (Skit)»           | 1:13         |
| 7.  | «Area Codes»               | 5:03         |
| 8.  | «Growing Pains»            | 4:51         |
| 9.  | «Greatest Hits (Skit)»     | 1:18         |
| 10. | «Move Bitch»               | 4:30         |
| 11. | «Stop Lying (Skit)»        | 1:38         |
| 12. | «Saturday (Oooh Oooh!)»    | 3:52         |
| 13. | «Keep It on the Hush»      | 4:48         |
| 14. | «Word of Mouf (Freestyle)» | 2:13         |
| 15. | «Get the Fuck Back»        | 5:21         |
| 16. | «Freaky Thangs»            | 5:34         |
| 17. | «Cold Outside»             | 6:05         |
| 18. | «Block Lockdown»           | 7:48*        |
| 19. | «Welcome to Atlanta»       | 3:41*        |

## Чарты
| Чарт (2000)                           | Позиция |
| ------------------------------------- | ------- |
| U.S. Billboard Top R&B/Hip-Hop Albums | 1       |
| U.S. Billboard 200                    | 3       |